# Ostrówek (powiat kaliski)
Ostrówek – wieś w Polsce położona w województwie wielkopolskim, w powiecie kaliskim, w gminie Stawiszyn.
Wieś duchowna Ostrówko, własność kapituły katedralnej gnieźnieńskiej, pod koniec XVI wieku leżała w powiecie kaliskim województwa kaliskiego. W latach 1975–1998 miejscowość administracyjnie należała do województwa kaliskiego.